# شهدطوطی‌تباران
شهدطوطی‌تباران یا طوطی‌تباران شهدخوار (نام علمی: Loriini) نام یک تبار از زیرخانواده طوطیان شهدخوار است.